# Triều Tiên Túc Tông
Triều Tiên Túc Tông (chữ Hán: 朝鲜肃宗, Hangul: 조선 숙종; 7 tháng 10 năm 1661 – 8 tháng 6 năm 1720) là Quốc vương thứ 19 của nhà Triều Tiên. Trị vì từ năm 1674 đến khi qua đời vào năm 1720, tổng cộng gần 46 năm.
Túc Tông đại vương là một nhà chính trị tài giỏi, nhưng triều đại của ông không phải lúc nào cũng bình yên, suốt triều đại của ông có nhiều sự chuyển đổi quyền lực giữa các phe phái chính trị: phái Tây Nhân, phái Nam Nhân rồi đến phái Thiếu luận (Soron) và phái Lão luận (Noron).
Túc Tông nhiều lần cải tổ nội các chính phủ - gọi là Hoán cục, phái lãnh đạo nào bị thay thế sẽ bị tước quyền và phải chịu nhiều hình phạt. Tuy nhiên, những thay đổi của nội các chính phủ không ảnh hưởng nhiều đến dân chúng và thời gian ông trị vì được coi là một trong những thời gian thịnh vượng.

## Tiểu sử
Túc Tông đại vương có tên húy là Lý Đôn (李焞), sinh vào ngày 15 tháng 8, năm 1661 tại Xương Đức cung. Ông là con trai duy nhất của Triều Tiên Hiển Tông và Minh Thánh Vương hậu Kim thị, người ở Thanh Phong.
Năm 1667, ông trở thành Vương thế tử khi mới vừa 6 tuổi. Năm 1671, cử hành gia lễ thành hôn với con gái của Kim Vạn Cơ (金萬基).
Năm 1674, ngày 18 tháng 8, Hiển Tông đại vương thăng hà ở Xương Đức cung. Ngày 23 tháng 8, Thế tử Lý Đôn được kế vị khi được 14 tuổi. Kim Vương phi được tôn Vương đại phi (王大妃), Thế tử tần Kim thị được tấn phong Vương phi.

## Phe cánh tranh giành
Những năm đầu trong triều đại của Túc Tông, phái Nam Nhân và phái Tây Nhân tranh cãi về thời gian để tang cho Nhân Tuyên Vương hậu (仁宣王后), chánh thất của Triều Tiên Hiếu Tông, cũng tức là bà nội của Túc Tông. Phái Nam Nhân cho rằng thời gian để tang sẽ kéo dài một năm, trong khi phái Tây Nhân cho rằng Hiếu Tông đại vương không phải là con trai cả của Triều Tiên Nhân Tổ, nên thời gian để tang sẽ kéo dài 9 tháng. Hai phe cũng tranh cãi về vấn đề đối ngoại với nhà Thanh - được coi là quốc gia hiếu chiến, đe dọa đến an ninh quốc gia. Phái Nam Nhân muốn tập trung cho cuộc chiến chống lại nhà Thanh trong khi phái Tây Nhân muốn tập trung vào việc cải thiện kinh tế trong nước. Túc Tông lúc đầu đứng về phía phe Nam Nhân.
Năm 1680, Hứa Tích (許積), người lãnh đạo phái Nam Nhân bấy giờ, bị phe Tây Nhân buộc tội phản quốc, phái Nam Nhân mất quyền lực - sự kiện này được gọi là Canh Thân hoán cục (庚申換局). Phái Tây Nhân lên nắm quyền, sau nhiều mẫu thuẫn nội bộ, phái Tây Nhân lại bị chia thành 2 phe phái: Lão luận do Tống Thời Liệt lãnh đạo và Thiếu luận do Doãn Chửng (尹拯) lãnh đạo.

## Phế lập Vương phi
Năm 1680, Nhân Kính Vương hậu Kim thị do mắc bệnh đậu mùa mà qua đời khi vừa 19 tuổi, có 2 công chúa nhưng đều chết yểu. Năm sau, Túc Tông lập con gái của đại thần Mẫn Duy Trọng (閔維重) làm Kế phi, tức Nhân Hiển Vương hậu Mẫn thị ở Ly Hưng. Kết hôn 3 năm nhưng Vương phi Mẫn thị không có con, Túc Tông sủng ái một hậu cung là Trương Ngọc Trinh, phong cô ta làm Thục viên (淑媛) tòng tứ phẩm, rồi tiến phong Chiêu nghi (昭儀) chính nhị phẩm, cấp thứ 2 trong Nội mệnh phụ của Triều Tiên.
Năm 1688, Trương Chiêu nghi sinh hạ 1 Vương tử, nhà vua liền phong Chiêu nghi lên chức Hy tần (禧嬪) chính nhất phẩm và muốn phong Vương tử lên chức Vương thế tử. Phái Tây Nhân phản đối việc này trong khi phái Nam Nhân lại ủng hộ Trương Hy tần. Nhà vua tức giận với phe chống đối, nhiều người trong phái Tây Nhân bị xử phạt và bị loại ra khỏi nội các điều hành, phái Nam Nhân lại lên nắm quyền. Sự kiện này gọi là Kỷ Tị hoán cục (己巳換局). Túc Tông ra chỉ phế bỏ Vương phi Mẫn thị - người được phái Tây Nhân ủng hộ, và phong Trương Hy tần lên làm Vương phi kế vị.
Năm 1694, phái Nam Nhân lập một kế hoạch để tiếp tục thanh trừng phái Tây Nhân, cáo buộc họ âm mưu phục vị cho Phế phi Mẫn thị đã bị phế truất. Lúc này, Túc Tông đã bắt đầu lo lắng về sự lớn mạnh và lộng quyền của phái Nam Nhân nên tìm cách bảo vệ phái Tây Nhân để giữ thế cân bằng chính trị, cũng trong thời gian này nhà vua sủng ái Thôi Thục viên - người ủng hộ Phế phi Mẫn thị và phái Lão luận.
Tức giận với việc làm của phái Nam Nhân khi muốn thanh lọc những người Tây Nhân, Túc Tông quay sang ủng hộ phái Tây Nhân và loại phái Nam Nhân ra khỏi Nội các. Phái Nam Nhân không bao giờ hồi phục lại được sau sự kiện này, còn được gọi là Giáp tuất hoán cục (甲戌換局). Túc Tông ra chỉ giáng Vương phi Trương thị về chức Hy tần, phục vị cho Phế phi Mẫn thị trở lại ngôi vị Trung điện. Năm 1701, Vương phi Mẫn thị đột ngột qua đời, Túc Tông nghi ngờ Trương Hy tần âm mưu hạ sát Vương phi nên ra lệnh ban chết vào năm đó.
Phái Thiếu luận ủng hộ Thế tử - con của Trương Hy Tần, trong khi phái Lão luận lại ủng hộ Diên Nhưng quân - con của Thôi Thục tần. Họ lo lắng nếu sau này vương vị rơi vào tay Thế tử con của Trương Hy tần thì hẳn sẽ trả thù cho mẹ, gây bất lợi cho bản thân phái Lão Luận. Bởi thế, họ ra sức đưa Thôi Thục tần lên làm Vương phi.
Năm 1702, Túc Tông đã đáp lại bằng việc bất ngờ tấn phong tiểu thư Kim thị, con gái của Kim Trụ Thần (金柱臣) người ở ở Khánh Châu, làm Vương phi. Đồng thời, Túc Tông ra chỉ về sau các Quốc vương Triều Tiên không được lập các Hậu cung thành Vương phi, nhằm ngăn chặn âm mưu đoạt ngôi Trung điện của các Hậu cung.

## Qua đời
Năm 1712, vua Túc Tông đàm phán với nhà Thanh để xác định lại ranh giới giữa 2 nước tại sông Áp Lục và sông Đồ Môn. Đầu năm 1718, Túc Tông lâm bệnh, ông ban chỉ cho phép Vương thế tử Lý Quân thay mình xử lý các vấn đề chính sự của đất nước.
Năm 1720, sau một thời gian dài nằm liệt giường ông qua đời, hưởng thọ 60 tuổi, kết thúc 46 năm trị vì đất nước. Do Vương thế tử Lý Quân từ nhỏ đã được phát hiện bệnh vô sinh do biến chứng của quai bị nên để tránh cuộc tranh ngai vị sau khi mình qua đời, vua Túc Tông đã lập di huấn truyền ngai cho Vương thế tử Lý Quân, đồng thời có nguồn cũng nêu nếu Lý Quân không hạ sinh Vương tử thì vương vị sau khi khi Lý Quân qua đời sẽ truyền lại cho Vương đệ Lý Khâm (sau này chính là Triều Tiên Anh Tổ), nhưng không có người ghi chép lại để làm bằng chứng. Điều này dẫn tới một cuộc thanh trừng bốn nhà lãnh đạo phái Lão luận năm 1721, sau đó là tám người vào năm 1722.
Túc Tông đại vương được chôn cất tại Minh Lăng (Myeongnyeung), nay thuộc thành phố Cao Dương (Goyang), tỉnh Kinh Kì (Gyeonggi).

## Gia đình
- Thân phụ: Triều Tiên Hiển Tông.
- Thân mẫu: Minh Thánh Vương hậu Kim thị (明聖王后 金氏, 1642 - 1683), người Thanh Phong (清風), con gái của Thanh Phong Phủ viện quân Kim Hựu Minh (清風府院君 金佑明) và Đức Ân Phủ phu nhân Ân Tân Tống thị (德恩府夫人恩津宋氏). Thời Túc Tông tôn làm Hiển Liệt Vương đại phi (顯烈王大妃).
- Hậu cung:

1. Nhân Kính Vương hậu Kim thị (仁敬王后金氏, 1661 - 1680), người Quang Sơn (光山), con gái Quang Thành Phủ viện quân Kim Vạn Cơ (光城府院君 金萬基) và Tây Nguyên Phủ phu nhân Thanh Châu Hàn thị (西原府夫人清州韓氏).
2. Nhân Hiển Vương hậu Mẫn thị (仁顯王后閔氏, 1667 - 1701), người Ly Hưng (驪興), con gái Ly Dương Phủ viện quân Mẫn Duy Trọng (驪陽府院君 閔維重) và Ân Thành Phủ phu nhân Ân Tân Tống thị (恩城府夫人恩津宋氏).
3. Nhân Nguyên Vương hậu Kim thị (仁元王后金氏, 1687-1757), người Khánh Châu (慶州), con gái Khánh Ân Phủ viện quân Kim Trụ Thần (慶恩府院君 金柱臣) và Gia Lâm Phủ phu nhân Lâm Xuyên Triệu thị (嘉林府夫人林川趙氏).
4. Ngọc Sơn Phủ Đại tần Trương thị (玉山府大嬪張氏, 1659 - 1701), tên Ngọc Trinh (玉貞), người Nhân Đông (仁同), con gái Trương Huỳnh (張炯) và Pha Bình Doãn thị (坡平尹氏). Trở thành Vương phi trong giai đoạn 1688 - 1694, sau sự kiện Giáp Tuất hoán cục (1694) giáng làm Hy Tần (禧嬪). Sinh Triều Tiên Cảnh Tông.
5. Hòa Kính Thục tần Thôi thị (和敬淑嬪崔氏, 1670 - 1718), người Hải Châu (海州), con gái Thôi Hiếu Nguyên (崔孝元) và Nam Dương Hồng thị (南陽洪氏). Thôi thị xuất thân thị nữ của Nhân Hiển Vương hậu, sau được Túc Tông sủng hạnh, ban cho danh phận Thục viên (淑媛), sau thăng đến bậc Thục nghi (淑儀) rồi Quý nhân (貴人). Cuối cùng bà được tấn phong lên hàng Thục tần (淑嬪), ngang hàng với Trương Hy tần. Sinh Triều Tiên Anh Tổ.
6. Ninh tần Kim thị (寧嬪 金氏, 1669 - 1735), người An Đông (安東), con gái Kim Xương Quốc (金昌國) và Toàn Châu Lý thị (全州李氏). Kim thị nhập cung làm Thục nghi (淑儀), sau thăng lên hàng Chiêu nghi (昭儀) rồi Quý nhân (貴人). Năm 1689 do xung khắc với Hy tần Trương thị khi ấy đang là Vương phi nên bị phế làm thứ nhân và buộc phải xuất cung, sau sự kiện Giáp Tuất hoán cục (1694) được phục vị Quý nhân. Túc Tông năm thứ 29 (1702) thăng lên hàng Tần (嬪).
7. Minh tần Phác thị (䄙嬪朴氏, ? - 1703), người Mật Dương (密陽), con gái Phác Hiếu Kiến (朴孝建). Túc Tông năm thứ 24 thăng từ Thừa ân thượng cung (承恩尚宮) lên hàng Thục viên (淑媛), Túc Tông năm thứ 27 tấn phong Quý nhân (貴人), Túc Tông năm thứ 28 (1701) tấn phong Minh Tần (䄙嬪). Sinh Diên Linh quân.
8. Quý nhân Kim thị (貴人金氏, 1690 - 1735), người Khánh Châu (慶州), con gái Kim Thời Quy (金時龜). Kim thị xuất thân cung nữ, là hậu cung được sủng ái bậc nhất cuối thời Túc Tông.
9. Chiêu nghi Lưu thị (昭儀劉氏, ? - 1707), người Giang Lăng (江陵). Lưu thị xuất thân cung nữ, Túc Tông năm thứ 24 phong làm Thục viên (淑媛), Túc Tông năm thứ 25 tấn phong Thục nghi (淑儀), Túc Tông năm thứ 28 tấn phong Chiêu nghi (昭儀).

- Vương tử:

1. Triều Tiên Cảnh Tông Lý Quân [李昀], mẹ là Trương Hy tần.
2. Thành Thọ [盛壽, 1690], mất sớm, mẹ là Trương Hy tần (có tranh cãi).
3. Vĩnh Thọ [永壽, 1693], mất sớm, mẹ là Thôi Thục tần.
4. Triều Tiên Anh Tổ Lý Khâm [李昑], nguyên phong là Diên Nhưng Quân (延礽君), mẹ là Thôi Thục tần.
5. Một con trai không rõ tên, mất sớm, mẹ là Thôi Thục tần (có tranh cãi).
6. Diên Linh quân [延齡君, 1699 - 1719], mẹ là Phác Minh tần, lấy Thương Sơn Quận phu nhân Kim thị (商山郡夫人金氏). Mất sớm không con cái, lấy Ân Tín quân Lý Chân (con thứ của Trang Hiến Thế tử) làm nghĩa tử nối dõi. Dưỡng tử của Ân Tín quân, Nam Diên quân Lý Cầu là tổ phụ của Triều Tiên Cao Tông.

- Vương nữ:

1. 2 Công chúa với Nhân Kính Vương hậu, mất khi mới sinh vào năm 1678 và 1679.

## Tổ phụ
| \| \| \| \| \| \| \| \| \| \| \| \| \| \| \| \| \| \| \| \| 16. Prince Jeongwon \| \| \| \| \| \| \| \| \| \| \| \| \| \| \| \| \| \| \| \| \| \| \| \| \| \| \| \| \| \| \| \| \| \| \| \| \| \| \| \| \| \| \| \| \| \| \| \| \| \| \| \| \| \| 8. King Injo \| \| \| \| \| \| \| \| \| \| \| \| \| \| \| \| \| \| \| \| \| \| \| \| \| \| \| \| \| \| \| \| \| \| \| \| \| \| \| \| \| \| \| \| \| \| \| \| \| \| \| \| \| \| 17. Queen Inheon of the Neungsung Gu Clan \| \| \| \| \| \| \| \| \| \| \| \| \| \| \| \| \| \| \| \| \| \| \| \| \| \| \| \| \| \| \| \| \| \| \| \| \| \| \| \| \| \| \| \| \| \| \| \| \| \| \| \| \| \| 4. King Hyojong \| \| \| \| \| \| \| \| \| \| \| \| \| \| \| \| \| \| \| \| \| \| \| \| \| \| \| \| \| \| \| \| \| \| \| \| \| \| \| \| \| \| \| \| \| \| \| \| \| \| \| \| \| \| 18. Han Jun-gyeom \| \| \| \| \| \| \| \| \| \| \| \| \| \| \| \| \| \| \| \| \| \| \| \| \| \| \| \| \| \| \| \| \| \| \| \| \| \| \| \| \| \| \| \| \| \| \| \| \| \| \| \| \| \| 9. Queen Inryeol of the Cheongju Han Clan \| \| \| \| \| \| \| \| \| \| \| \| \| \| \| \| \| \| \| \| \| \| \| \| \| \| \| \| \| \| \| \| \| \| \| \| \| \| \| \| \| \| \| \| \| \| \| \| \| \| \| \| \| \| 2. King Hyeonjong \| \| \| \| \| \| \| \| \| \| \| \| \| \| \| \| \| \| \| \| \| \| \| \| \| \| \| \| \| \| \| \| \| \| \| \| \| \| \| \| \| \| \| \| \| \| \| \| \| \| \| \| \| \| 10. Jang Jun-gyeom \| \| \| \| \| \| \| \| \| \| \| \| \| \| \| \| \| \| \| \| \| \| \| \| \| \| \| \| \| \| \| \| \| \| \| \| \| \| \| \| \| \| \| \| \| \| \| \| \| \| \| \| \| \| 5. Queen Inseon of the Deoksu Jang Clan \| \| \| \| \| \| \| \| \| \| \| \| \| \| \| \| \| \| \| \| \| \| \| \| \| \| \| \| \| \| \| \| \| \| \| \| \| \| \| \| \| \| \| \| \| \| \| \| \| \| \| \| \| \| 1. Yi Sun, King Sukjong \| \| \| \| \| \| \| \| \| \| \| \| \| \| \| \| \| \| \| \| \| \| \| \| \| \| \| \| \| \| \| \| \| \| \| \| \| \| \| \| \| \| \| \| \| \| \| \| \| \| \| \| \| \| 12. Kim Yuk \| \| \| \| \| \| \| \| \| \| \| \| \| \| \| \| \| \| \| \| \| \| \| \| \| \| \| \| \| \| \| \| \| \| \| \| \| \| \| \| \| \| \| \| \| \| \| \| \| \| \| \| \| \| 6. Kim U-myeong \| \| \| \| \| \| \| \| \| \| \| \| \| \| \| \| \| \| \| \| \| \| \| \| \| \| \| \| \| \| \| \| \| \| \| \| \| \| \| \| \| \| \| \| \| \| \| \| \| \| \| \| \| \| 3. Queen Myeongsong of the Cheongpung Kim Clan \| \| \| \| \| \| \| \| \| \| \| \| \| \| \| \| \| \| \| \| \| \| \| \| \| \| \| \| \| \| \| \| \| \| \| \| \| \| \| \| \| \| \| \| \| \| \| \| \| \| \| \| \| \| 7. Lady Song \| \| \| \| \| \| \| \| \| \| \| \| \| \| \| \| \| \| \| \| \| \| \| \| \| \| \| \| \| \| \| \| \| \| \| \| \| \| \| \| \| \| \| \| \| \| \| \| \| \| \| \| |                                                |  |  |  |  |  |  |  |  |  |  |  |  |  |  |  |
| |                                                |  |  |  |  |  |  |  |  |  |  |  |  |  |  |  |
| | 16. Prince Jeongwon                            |  |  |  |  |  |  |  |  |  |  |  |  |  |  |  |
| |                                                |  |  |  |  |  |  |  |  |  |  |  |  |  |  |  |
| |                                                |  |  |  |  |  |  |  |  |  |  |  |  |  |  |  |
| | 8. King Injo                                   |  |  |  |  |  |  |  |  |  |  |  |  |  |  |  |
| |                                                |  |  |  |  |  |  |  |  |  |  |  |  |  |  |  |
| |                                                |  |  |  |  |  |  |  |  |  |  |  |  |  |  |  |
| | 17. Queen Inheon of the Neungsung Gu Clan      |  |  |  |  |  |  |  |  |  |  |  |  |  |  |  |
| |                                                |  |  |  |  |  |  |  |  |  |  |  |  |  |  |  |
| |                                                |  |  |  |  |  |  |  |  |  |  |  |  |  |  |  |
| | 4. King Hyojong                                |  |  |  |  |  |  |  |  |  |  |  |  |  |  |  |
| |                                                |  |  |  |  |  |  |  |  |  |  |  |  |  |  |  |
| |                                                |  |  |  |  |  |  |  |  |  |  |  |  |  |  |  |
| | 18. Han Jun-gyeom                              |  |  |  |  |  |  |  |  |  |  |  |  |  |  |  |
| |                                                |  |  |  |  |  |  |  |  |  |  |  |  |  |  |  |
| |                                                |  |  |  |  |  |  |  |  |  |  |  |  |  |  |  |
| | 9. Queen Inryeol of the Cheongju Han Clan      |  |  |  |  |  |  |  |  |  |  |  |  |  |  |  |
| |                                                |  |  |  |  |  |  |  |  |  |  |  |  |  |  |  |
| |                                                |  |  |  |  |  |  |  |  |  |  |  |  |  |  |  |
| | 2. King Hyeonjong                              |  |  |  |  |  |  |  |  |  |  |  |  |  |  |  |
| |                                                |  |  |  |  |  |  |  |  |  |  |  |  |  |  |  |
| |                                                |  |  |  |  |  |  |  |  |  |  |  |  |  |  |  |
| | 10. Jang Jun-gyeom                             |  |  |  |  |  |  |  |  |  |  |  |  |  |  |  |
| |                                                |  |  |  |  |  |  |  |  |  |  |  |  |  |  |  |
| |                                                |  |  |  |  |  |  |  |  |  |  |  |  |  |  |  |
| | 5. Queen Inseon of the Deoksu Jang Clan        |  |  |  |  |  |  |  |  |  |  |  |  |  |  |  |
| |                                                |  |  |  |  |  |  |  |  |  |  |  |  |  |  |  |
| |                                                |  |  |  |  |  |  |  |  |  |  |  |  |  |  |  |
| | 1. Yi Sun, King Sukjong                        |  |  |  |  |  |  |  |  |  |  |  |  |  |  |  |
| |                                                |  |  |  |  |  |  |  |  |  |  |  |  |  |  |  |
| |                                                |  |  |  |  |  |  |  |  |  |  |  |  |  |  |  |
| | 12. Kim Yuk                                    |  |  |  |  |  |  |  |  |  |  |  |  |  |  |  |
| |                                                |  |  |  |  |  |  |  |  |  |  |  |  |  |  |  |
| |                                                |  |  |  |  |  |  |  |  |  |  |  |  |  |  |  |
| | 6. Kim U-myeong                                |  |  |  |  |  |  |  |  |  |  |  |  |  |  |  |
| |                                                |  |  |  |  |  |  |  |  |  |  |  |  |  |  |  |
| |                                                |  |  |  |  |  |  |  |  |  |  |  |  |  |  |  |
| | 3. Queen Myeongsong of the Cheongpung Kim Clan |  |  |  |  |  |  |  |  |  |  |  |  |  |  |  |
| |                                                |  |  |  |  |  |  |  |  |  |  |  |  |  |  |  |
| |                                                |  |  |  |  |  |  |  |  |  |  |  |  |  |  |  |
| | 7. Lady Song                                   |  |  |  |  |  |  |  |  |  |  |  |  |  |  |  |
| |                                                |  |  |  |  |  |  |  |  |  |  |  |  |  |  |  |
| |                                                |  |  |  |  |  |  |  |  |  |  |  |  |  |  |  |

## Thụy hiệu
- King Sukjong Hyeoneui Gwangyun Yeseong Yeongryeol Yumo Yeongun Hongin Jundeok Baecheon Habdo Gyehyu Dokgyung Jeongjung Hyeopgeuk Sineui Daehun Jangmun Heonmu Gyungmyung Wonhyo the Great of Korea
- 숙종현의광윤예성영렬유모영운홍인준덕배천합도계휴독경정중협극신의대훈장문헌무경명원효대왕
- 肅宗顯義光倫睿聖英烈裕謨永運洪仁峻德配天合道啓休篤慶正中協極神毅大勳章文憲武敬明原孝大王
- Túc Tông Hiển Nghĩa Quang Luân Duệ Thánh Anh Liệt Dụ Mô Vĩnh Vận Hồng Nhân Tuấn Đức Phối Thiên Hợp Đạo Khải Hưu Đốc Khánh Chính Trung Hiệp Cực Thần Nghị Đại Huân Chương Văn Hiến Vũ Kính Minh Nguyên Hiếu Đại Vương.

## Trong văn hóa đại chúng
- Được diễn bởi Kim Jin-kyu trong phim Jang Hui-bin 1961.[1]
- Được diễn bởi Shin Seong-il trong phim Femme Fatale, Jang Hee-bin 1968.[2]
- Được diễn bởi Kang Suk-woo trong phim 500 Years of Joseon: Queen Inhyeon MBC 1988.
- Được diễn bởi Jun Kwang-ryul trong phim Jang Hui-bin KBS 2002.
- Được diễn bởi Ji Jin-hee trong phim Dong Yi MBC 2010.[3]
- Được diễn bởi Yoo Ah-in trong phim Jang Ok-jung, Live for Love SBS 2013.[4]